# Saint-Médard-en-Jalles
Saint-Médard-en-Jalles (Okcitansko Sent Medard de Jalas) je severozahodno predmestje Bordeauxa in občina v jugozahodnem francoskem departmaju Gironde regije Nove Akvitanije. Leta 2009 je naselje imelo 27.332 prebivalcev.

## Geografija
Saint-Médard-en-Jalles leži v pokrajini Gaskonji ob reki Jalle de Blanquefort, 14 km severozahodno od središča Bordeauxa. Občina, sestavljena iz četrti Corbiac, Caupian, Gajac, Magudas, Hastignan, Berlincan, Issac in Cérillan, je po površini največja občina v Mestni skupnosti Bordeaux.

## Uprava
Saint-Médard-en-Jalles je sedež istoimenskega kantona, v katerega so poleg njegove vključene še občine Le Haillan, Saint-Aubin-de-Médoc in Le Taillan-Médoc z 49.531 prebivalci.
Kanton Saint-Médard-en-Jalles je sestavni del okrožja Bordeaux.

## Zanimivosti
- cerkev sv. Medarda iz 11. stoletja,
- vodni mlin iz 15. stoletja,
- Château de Gajac,
- Château du Bourdieu.

Saint-Médard-en-Jalles je središče francoske industrije jedrskih izstrelkov.

## Pobratena mesta
- Almansa (Kastilija - Manča, Španija),
- Merzig (Posarje, Nemčija),
- Sabaudia (Lacij, Italija).